# Mauthausen (koncentrationsläger)

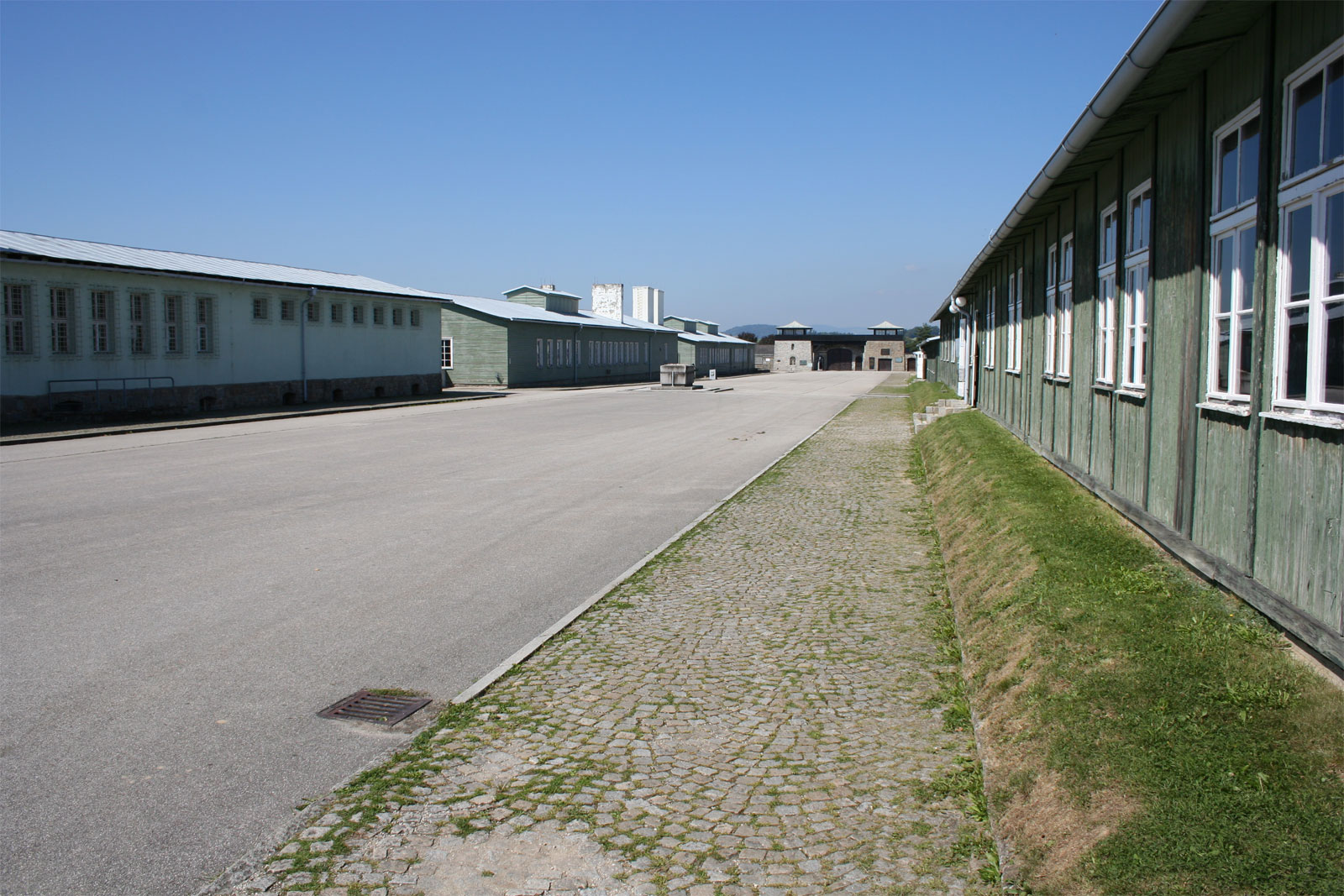
Baracker i Mauthausen, vy mot huvudingången.

Mauthausen var ett koncentrationsläger, beläget cirka 20 kilometer öster om Linz i Österrike.
Mauthausen var ett kombinerat arbets- och koncentrationsläger. Många fångar begick självmord genom att hoppa från den 50 meter höga kanten till stenbrottet på grund av de vidriga arbetsförhållandena. Fångar mördades även på det sättet. Fångarna fick knappt någon mat och arbetade tills de dog.
Mauthausen hade ett trettiotal satellitläger. Det första hette Gusen och öppnades i maj 1940. 

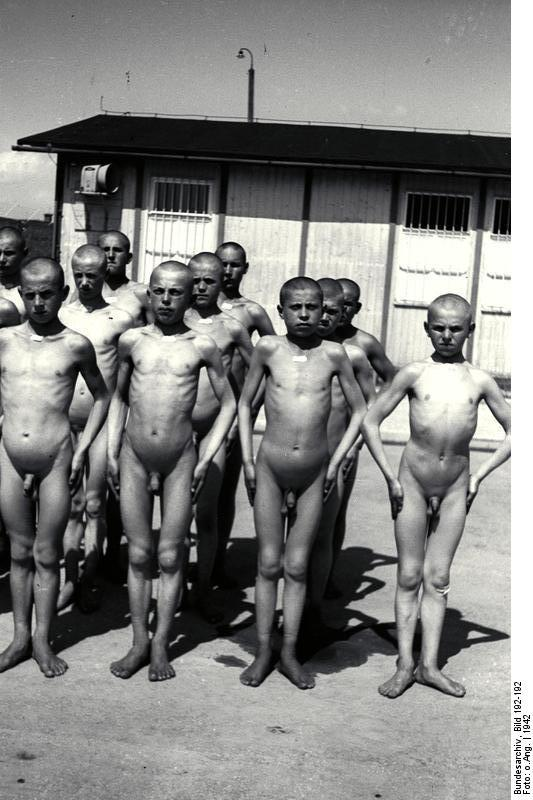
Barnfångar i Mauthausen år 1942.

I maj 1945 fritogs resten av fångarna i Mauthausen och dess satellitläger av den amerikanska armén. Mauthausen var i drift från augusti 1938 till maj 1945. Totalt dödades 122 766 personer av nazisterna under dessa år. En av dem som dog i Mauthausen var den ungerske författaren Andor Endre Gelléri. Han dog av tyfus.
Kommendant i Mauthausen var Franz Ziereis. Garnisonläkare var Eduard Krebsbach.